# Pequeña llanura húngara
La pequeña llanura húngara o Pequeña Alföld (en húngaro: Kisalföld, en eslovaco: Malá dunajská kotlina; en alemán: Kleine Ungarische Tiefebene) es una pequeña llanura (cuenca tectónica) de la Europa central, de aproximadamente 8.000 km², localizada en el noroeste de Hungría, suroeste de Eslovaquia (Tierras bajas danubianas) y Austria oriental. Es una parte de la llanura panónica que abarca la mayor parte de Hungría.

## Geografía

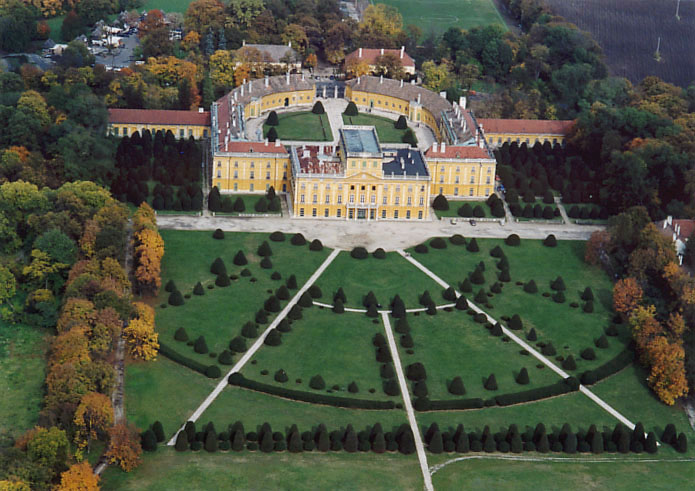
Eszterháza, el palacio de la familia Eszterházy. Tales edificios son típicos de la zona.

Sus límites son: en el norte, los montes Cárpatos; en el sur, las colinas de los montes Bakony-Vértes (en el Balatón); y, en el oeste, la cuenca de Viena y los Alpes. En Hungría, incluye la mayor parte de los condados de Győr-Moson-Sopron y Vas, y la parte occidental de los de Komárom-Esztergom y Veszprém.
La llanura está cortada aproximadamente por la mitad por el río Danubio que se divide en muchos brazos entre Bratislava y Komárno, formando grandes islas. Sus principales afluentes son los ríos Váh, Rába, Rábca y Marcal.
Microrregiones más pequeñas de la Pequeña Alföld son Hanság, Seewinkel, Neusiedl Basin, Rábaköz, Szigetköz, cuenca de Marcali, llanura de Moson, llanura de Komárom-Esztergom y Žitný ostrov.
Las regiones vecinas de Kemeneshát, llanura de Sopron-Vas y Steirisches Hügelland también se consideran a veces pertenecientes a la Pequeña Alföld, pero los geógrafos húngaros y austriacos usan el término con un sentido más limitado.

## Historia
La llanura ha sido una importante zona agrícola desde la época neolítica. La parte meridional perteneció, entre los siglos I y V, a la provincia romana de Panonia y luego fue habitada por los germanos y los eslavos y desde alrededor del año 900 también por los húngaros. A partir del año 1000, la región se convirtió en parte del Reino de Hungría. Después de la Segunda Guerra Mundial, la Pequeña Alföld fue dividida entre Hungría, Checoslovaquia y Austria. En la década de los años 1990, Eslovaquia erigió un gran pantano y planta de energía en Gabčíkovo.

## Población
Los límites de la región no siguen estrechamente los límites lingüísticos, especialmente en el caso de la parte septentrional de la llanura, donde los húngaros son mayoría en los dos distritos más al sur de Dunajská Streda y Komárno y minoría en el resto de los distritos. Hay también grupos menores de croatas en la región limítrofe con tres países. Las ciudades más importantes de la región son Győr, Mosonmagyaróvár y Komárom, en Hungría; Komárno, Dunajská Streda y Nové Zámky en Eslovaquia.